# The Landmark
The Landmark es un rascacielos postmodernista ubicado de Abu Dhabi, Emiratos Árabes Unidos. El edificio tiene una altura de 324 metros (1 063 pies), 72 plantas sobre el terreno y seis sótanos. Se finalizó en 2013. Es el tercer rascacielos más alto de Abu Dhabi, por detrás del Burj Mohammed Bin Rashid y el ADNOC Headquarters.

## Galería

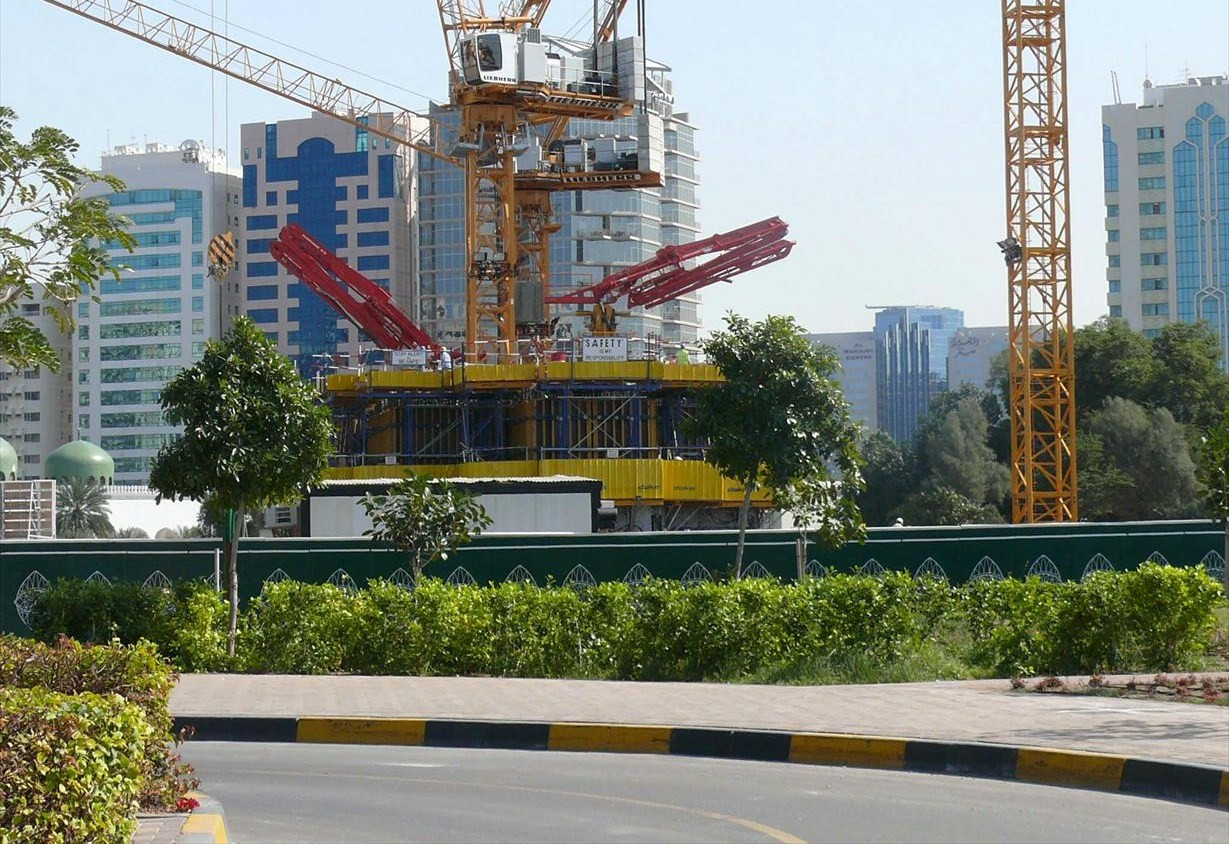
The Landmark en construcción en enero de 2008
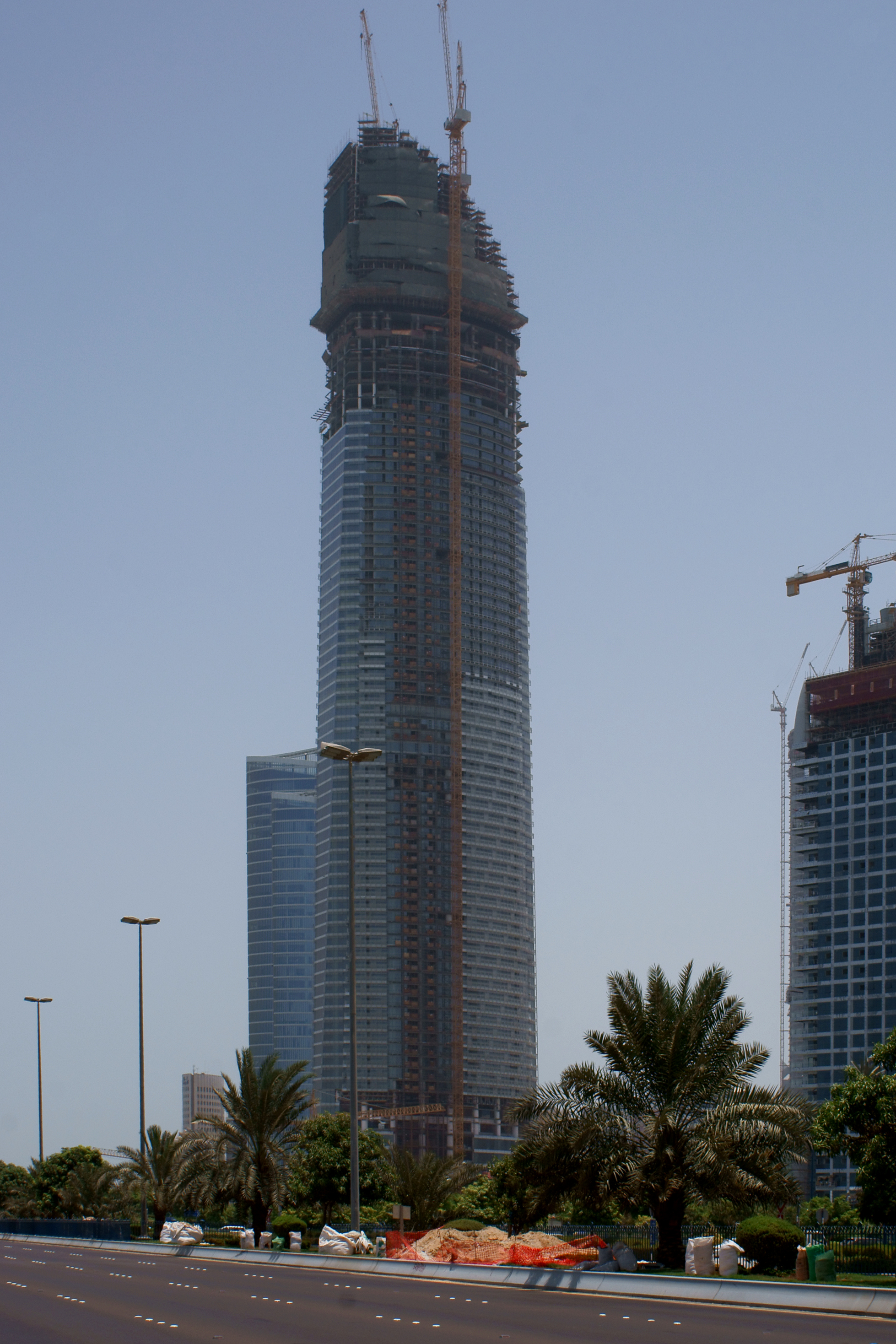
The Landmark en construcción en julio de 2010
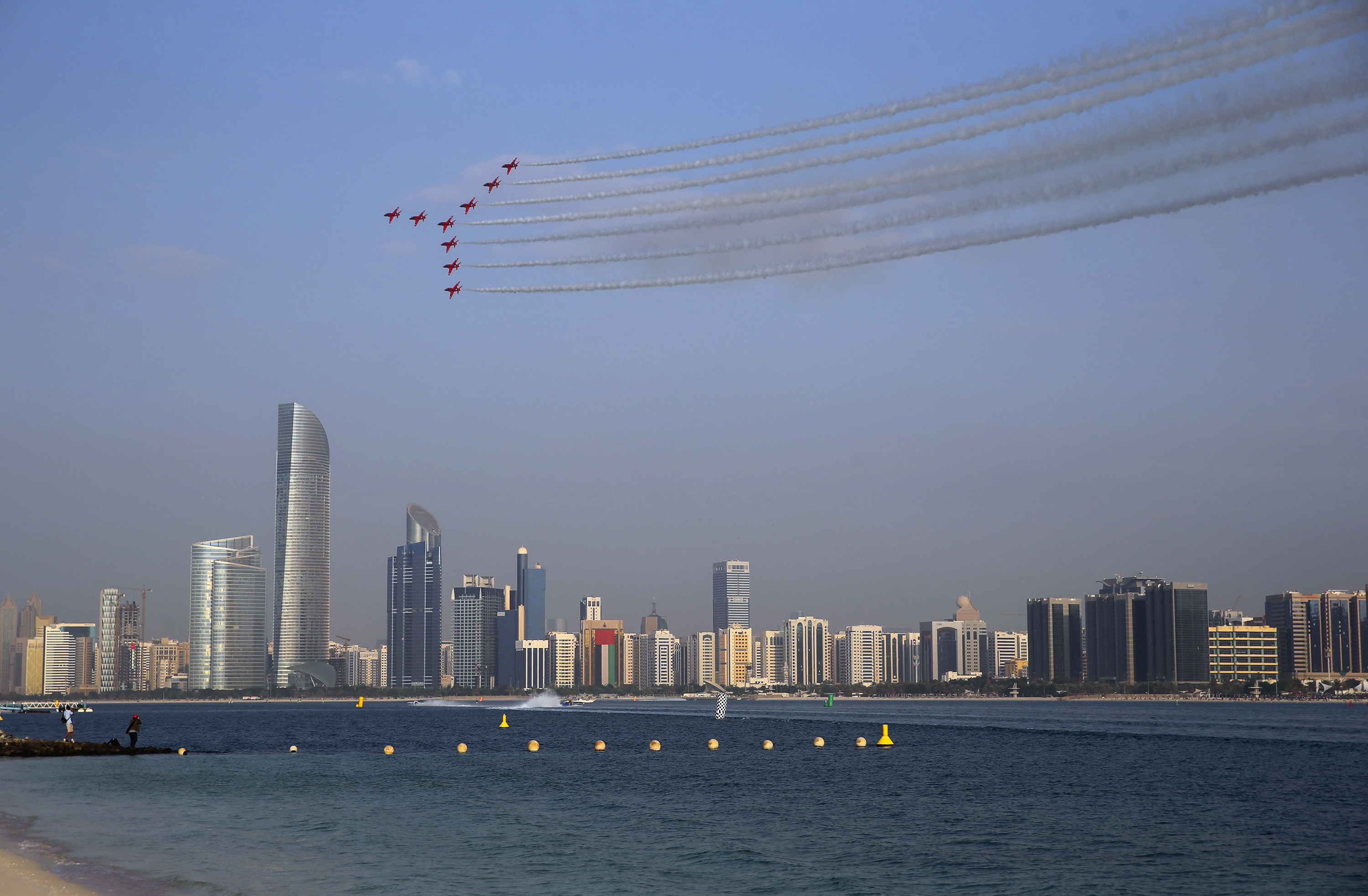
The Landmark el 24 de noviembre de 2016